# La Roja Funk
La Roja Funk es una banda peruana de Funk, conocida en el Perú por ser una de las pocas bandas que dedicó largo tiempo a este género, mezclándolo con jazz, soul, hip hop en una particular performance en escena que marco un estilo. La formación del grupo estuvo constituida por Pablo Saldarriaga, Gabriel “Tito” Iglesias, Enrique “La Ruca” Illescas y Dennis “El chino” Yamazato y Juan Carlos Fernández. 

## Historia
La Roja es una banda de funk, conocida en el Perú por ser una de las pocas que dedicó largo tiempo a este género, mezclándolo con jazz, soul, hip hop y una particular performance en escena que marco un estilo. El cuarteto, conformado Pablo Saldarriaga en la voz conjuntamente con Gabriel “Tito” Iglesias en el bajo, Enrique “La Ruca” Illescas en la guitarra, y Dennis “El chino” Yamazato en la batería, han grabado 3 álbumes, 2 singles e hizo una corta gira al sur del país.
En pos de mantener vivo el funk en este lado del continente La Roja produjo, de forma totalmente independiente, tres versiones del Festival Internacional de Funk en Lima. La improvisación de escenas musicalizadas entre canción y canción los terminó empujándo a escenarios teatrales. 
Por un tiempo la banda hizo música para televisión y obras de teatro. El Perú jaja, exitosa obra teatral estrenada en Lima, fue completamente musicalizada y concebida por los integrantes de la banda. Más adelante Juan Carlos Fernández se unió a la banda encargandose de los teclados. Cerrando una temporada y cosechando lo aprendido en escena. La Roja presentó en Lima un ambiguo espectáculo llamado Star Stone Ópera Funk (Lima 2006). Durante un mes se celebraron 9 conciertos teatrales, que pusieron a bailar a todo un público que esperaba llegar a ver una obra teatral y se encontraba con un carnaval canábico de Funk y comedia. 
La Universidad de Lima abrió la semana universitaria con una función libre de Star Stone Opera Funk en la que se grabó un CD.  Antes de La Roja se realizó proyectos en video y se trabajó como equipo creativo de guiones para teatro y televisión.

## Discografía

### Álbumes
- 1999: La Pipa Funk.
- 2003: Tome Pin y haga Funk.
- 2005: Desenchufadazazazazaza - Live from Barrancow.
- 2007: Star Stone Opera Funk.

### Sencillos
- 2007: "Clases de Funk".

### Otros
- 2007: Star Stone Opera Funk (DVD).